# Benedetto Baudi di Vesme
Benedetto Baudi di Vesme (Torino, 20 maggio 1858 – Torino, 23 novembre 1919) è stato uno storico e ingegnere italiano.

## Biografia
Nacque nel 1858 a Torino.
Laureatosi in ingegneria civile, si dedico alle costruzioni ferroviarie in Sicilia e ad altre opere che gli diedero una certa fama anche all'estero. In seguito preferì dedicarsi al campo della storia, seguendo le orme di suo zio Carlo Baudi di Vesme. Fu membro della Società storica subalpina fin dalla sua istituzione nel 1896, dedicandosi soprattutto a ricostruire la genealogia delle famiglie aristocratiche piemontesi, in collaborazione inizialmente col fondatore della società storica Ferdinando Gabotto e in seguito con altri soci quali Carlo Patrucco, Luigi Cesare Bollea e Carlo Alberto Gerbaix de Sonnaz.
Morì nel 1919 a Torino.

## Opere
Volumi della collana Biblioteca della Società Storica Subalpina di cui fu curatore:
- B. Baudi di Vesme, F. Gabotto, D. Carutti, E. Durando, C. Demo e C. Patrucco (a cura di), Studi pinerolesi, 1899.
- B. Baudi di Vesme, E. Durando e F. Gabotto (a cura di), Cartario della abazia di Cavour, Pinerolo, Società storica subalpina, 1900.
- B. Baudi di Vesme, E. Durando e F. Gabotto (a cura di), Carte inedite o sparse dei signori e luoghi del Pinerolese fino al 1300, 1900.
- B. Baudi di Vesme, E. Durando, A. Tallone e C. Patrucco (a cura di), Studi eporediesi, 1900.